# Eutreta diana
Eutreta diana es una especie de insecto del género Eutreta de la familia Tephritidae del orden Diptera.

Se encuentra en el oeste de Estados Unidos. Las larvas se alimentan de Artemisia, especialmente A. tridentata. 

## Historia
Osten Sacken la describió científicamente por primera vez en el año 1877.